# チャレンジドらいふ
チャレンジドらいふは、宮城県に本拠を置く社会福祉法人。
障害者福祉事業としてグループホームや生活介護事業を運営している。2004年（平成16年）4月創立。2017年（平成29年）3月現在、宮城県内に6箇所の福祉事業所を運営中である。